# António Lobo Antunes
António Lobo Antunes (Lisboa; 1 de septiembre de 1942) es un escritor y psiquiatra portugués. Entre otros galardones, ha recibido el Premio Camões (2007), el de mayor prestigio en la literatura en portugués, y la Orden de las Artes y las Letras de la República francesa.

## Biografía
Nació en el barrio lisboeta de Benfica, en el seno de una familia de la alta burguesía. Su padre, João Alfredo Lobo Antunes, fue un destacado neurólogo portugués, asistente de Egas Moniz y profesor de Medicina. Su bisabuelo fue el I Vizconde de Nazaré.
Estudió en el Liceo Camões en Lisboa y se licenció en medicina por la Facultad de Medicina de la Universidad de Lisboa.
Finalizados sus estudios, destacó como médico militar durante la guerra colonial entre 1971 y 1973 al este de Angola, en ciudades como Gago Coutinho o Chiúme, y más tarde en Malanje. La correspondencia que intercambió en ese período con su primera mujer Maria José Lobo Antunes, cuando esta se encontraba embarazada de su primera hija, la recogieron posteriormente sus hijas Maria José Lobo Antunes y Joana Lobo Antunes en Cartas de la guerra, que dio lugar a una película homónima dirigida por Ivo Ferreira.
Su experiencia como alférez de milicia queda patente en su obra, adquiriendo especial protagonismo en algunos de sus libros.
Después de cumplir su servicio militar, Lobo Antunes se especializó en psiquiatría, cuya práctica ejerció durante algunos años en el Hospital Miguel Bombarda hasta que la abandonó por completo para centrarse en la literatura.
Su primer libro publicado fue Memoria de elefante (1979), que se convirtió en un fenómeno literario. Desde entonces, ha publicado 29 novelas y cinco volúmenes que recopilan sus crónicas publicadas semanalmente en la revista Visão.
Tiene una biblioteca con su nombre en Nelas, municipio donde su padre proyectó y construyó una casa en los años cuarenta.

## Obras
Nota: la mayoría de obras las tradujo Mario Merlino, por lo que se lo citará abreviadamente como MM. 
- Memoria de elefante (1979), trad. Mario Merlino (Barcelona: Mondadori, 2015)
- En el culo del mundo (1979), trad. MM (Madrid: Siruela, 2001)
- Conocimiento del infierno (1980), trad. MM (Barcelona: Mondadori, 2007)
- Acerca de los pájaros (1981), trad. MM (Barcelona: Mondadori, 2008)
- Fado alejandrino (1983), trad. MM (Barcelona: Mondadori, 2006)
- Auto de los condenados (1985), trad. MM (Madrid: Siruela, 2003)
- Las naves (1988), trad. MM (Madrid: Siruela, 2002)
- Tratado de las pasiones del alma (1990), trad. MM (Madrid: Siruela, 1995)
- El orden natural de las cosas (1992), trad. MM (Madrid: Siruela, 1996)
- La muerte de Carlos Gardel (1994), trad. MM (Madrid: Siruela, 1997)
- Manual de inquisidores (1996), trad. MM (Madrid: Siruela, 2002)
- Esplendor de Portugal (1997), trad. MM (Madrid: Siruela, 1999)
- Libro de crónicas (1998), trad. MM (Madrid: Siruela, 2001)
- Exhortación a los cocodrilos (1999), trad. MM (Madrid: Siruela, 2000)
- No entres tan deprisa en esa noche oscura (2000), trad. MM (Madrid: Siruela, 2002)
- ¿Qué haré cuando todo arde? (2001), trad. MM (Madrid: Siruela, 2003)
- Segundo libro de crónicas (2002), trad. MM (Barcelona: Mondadori, 2004)
- Buenas tardes a las cosas de aquí abajo (2003), trad. MM (Barcelona: Mondadori, 2004)
- Yo he de amar a una piedra (2004), trad. MM (Barcelona: Mondadori, 2005)
- Cartas de la guerra. Correspondencia desde Angola (2005), trad. Dolores Vilavedra (Madrid: Debate, 2006)
- Tercer libro de crónicas (2006), trad. Antonio Sáez Delgado (Barcelona: Mondadori, 2012)
- Ayer no te vi en Babilonia (2006), trad. MM (Barcelona: Mondadori, 2007)
- Mi nombre es Legión (2007), trad. MM (Barcelona: Mondadori, 2009)
- El archipiélago del insomnio (2008), trad. MM (Barcelona: Mondadori, 2010)
- ¿Qué caballos son aquellos que hacen sombra en el mar? (2009), trad. Antonio Sáez Delgado (Barcelona: Mondadori, 2012)
- Sobre los ríos que van (2010), trad. Antonio Sáez Delgado (Barcelona: Literatura Random House, 2014)
- Comisión de las lágrimas (2011), trad. Antonio Sáez Delgado (Barcelona: Literatura Random House, 2015)
- No es medianoche quien quiere (2012), trad. Antonio Sáez Delgado (Barcelona: Literatura Random House, 2017)
- De la naturaleza de los dioses (2015), trad. Antonio Sáez Delgado (Barcelona: Literatura Random House, 2019)
- Para aquella que está sentada esperándome en la oscuridad (2016), trad. Antonio Sáez Delgado (Barcelona: Literatura Random House, 2021)
- Hasta que las piedras se vuelvan más ligeras que el agua (2017), trad. Antonio Sáez Delgado (Barcelona: Literatura Random House, 2023)
- La última puerta antes de la noche (2018), trad. Antonio Sáez Delgado (Barcelona: Literatura Random House, 2025)